# Darja Klisjina
Darja Igorevna Klisjina (Russisch: Дарья Игоревна Клишина, Tver, 15 januari 1991) is een verspringster uit Rusland. Zij werd onder meer tweemaal Europees indoorkampioene en nam eenmaal deel aan de Olympische Spelen.

## Carrière
In 2007 werd Klisjina in Ostrava jeugd-wereldkampioene verspringen. Bij de Europese atletiekkampioenschappen voor junioren in 2009 in Novi Sad behaalde ze het goud. In 2010 behaalde ze tijdens de wereldindoorkampioenschappen in Doha een vijfde plaats. In datzelfde jaar vestigde ze een nieuw persoonlijk record op 7,03 m en haalde daarmee een Russisch juniorenrecord binnen. Daarmee strandde ze op elf centimeter van het juniorenwereldrecord van de Duitse Heike Drechsler. In de Diamond League van 2010 behaalde ze overwinningen tijdens de DN Galan in Stockholm, alsook tijdens de London Grand Prix en werd in het algemeen klassement tweede, waarbij ze enkel de Amerikaanse wereldkampioene Brittney Reese voor zich moest dulden.
Tijdens de Europese indoorkampioenschappen van 2011 in Parijs behaalde Klisjina goud, daarbij de Portugese Naide Gomes en haar landgenote Joelija Pidloezjnaja achter zich latend. Ze behaalde ook tijdens de Europese kampioenschappen U23 in Ostrava een overwinning en verbeterde haar persoonlijk record door te landen op 7,05. Tijdens de wereldkampioenschappen van 2011 in Daegu presteerde ze onder haar niveau en behaalde met een sprong van 6,50 slechts de zevende plaats.

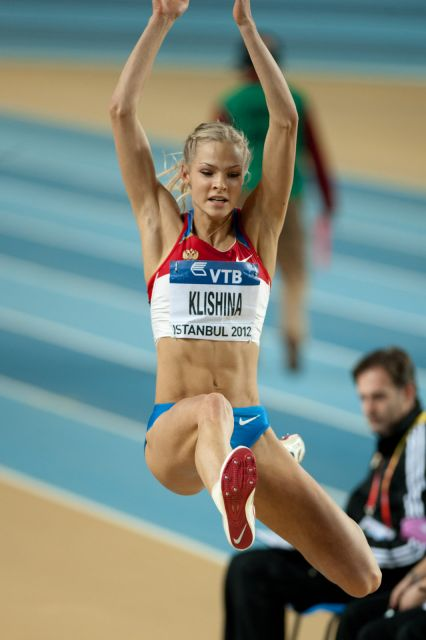
Klisjina tijdens de WK indoor van 2012 in Istanboel.

Tijdens de WK indoor van 2012 in Istanboel werd ze vierde. Ze nam niet deel aan de Olympische Zomerspelen 2012 in Londen, omdat ze met een sprong van 6,81 op een vijfde plaats strandde in de Russische selectie.
Tijdens de EK indoor van 2013 in Göteborg verdedigde ze met succes haar titel met een sprong van 7,01. Ze won een gouden medaille tijdens de Zomeruniversiade 2013 in Kazan, maar werd bij de WK van 2013 in eigen land met een sprong van 6,76 slechts zevende.
Tijdens haar eerste deelname in open lucht aan de Europese kampioenschappen van 2014 in Zürich behaalde ze brons.

### Deelname aan de Olympische Spelen in Rio
Hoewel alle Russische deelnemers in eerste instantie waren geschorst voor deelname aan de Spelen in Rio, kreeg Klisjina dispensatie van de IAAF, omdat zij al drie jaar in de Verenigde Staten trainde, en daarmee onder de Amerikaanse dopingwetten viel.

## Titels
- Europees indoorkampioene verspringen - 2011, 2013
- Universitair kampioene verspringen - 2013
- Russisch kampioene verspringen - 2014, 2016
- Russisch indoorkampioene verspringen - 2011, 2013
- Europees U23 kampioene verspringen - 2011
- Europees jeugdkampioene verspringen - 2009
- Wereldjeugdkampioene U18 verspringen - 2007

## Persoonlijke records
Outdoor
| Onderdeel   | Prestatie | Datum       | Plaats  |
| ----------- | --------- | ----------- | ------- |
| verspringen | 7,05 m    | 7 juli 2011 | Ostrava |

Indoor
| Onderdeel   | Prestatie | Datum        | Plaats   |
| ----------- | --------- | ------------ | -------- |
| verspringen | 7,01 m    | 3 maart 2013 | Göteborg |

## Palmares

### verspringen
- 2007:  WK U18 te Ostrava - 6,47 m
- 2007:  EJOF - 6,43 m
- 2009:  EK U20 te Novi Sad - 6,80 m
- 2010: 5e WK indoor - 6,62 m
- 2011:  Russische indoorkamp. - 6,74 m
- 2011:  EK indoor - 6,80 m
- 2011:  EK U23 te Ostrava - 7,05 m
- 2011: 7e WK - 6,50 m
- 2012: 4e WK indoor - 6,85 m
- 2013:  Russische indoorkamp. - 6,80 m
- 2013:  EK indoor - 7,01 m
- 2013:  Universiade te Kazan - 6,90 m
- 2013: 7e WK - 6,76 m
- 2014: 7e WK indoor - 6,51 m
- 2014: Russische kamp. - 6,90 m
- 2014:  EK - 6,65 m
- 2015: 10e WK - 6,65 m
- 2016:  Russische kamp. - 6,84 m
- 2016: 9e OS - 6,53 m
- 2017: 4e EK indoor - 6,84 m
- 2017:  WK - 7,00 m

Diamond League-podiumplaatsen
- 2010:  Bislett Games - 6,77 m (+1,2 m/s)
- 2010:  DN Galan - 6,78 m (+1,7 m/s)
- 2010:  Aviva London Grand Prix - 6,65 m (-0,5 m/s)
- 2010:   Diamond League - 9 p

## Trivia
In 2010 werd Klisjina middels een internetpoll uitgeroepen tot mooiste Russische sporter, maar Klisjina geeft aan geen aspiraties op de catwalk te hebben.